# Der Tod und das Mädchen
Der Tod und das Mädchen (La morte e la fanciulla) è un Lied per voce e pianoforte scritto da Franz Schubert nel 1817 su una lirica di Matthias Claudius.

## Storia
Dopo aver composto tra il 1815 e il 1816 una quantità considerevole di brani, arrivando a scriverne anche nove in un solo giorno, Schubert nell'anno successivo rallentò considerevolmente la produzione liederistica, pur realizzando opere di altissimo livello. Il 1817 fu un anno di notevoli cambiamenti nella vita del musicista: lasciò la casa paterna e diede le dimissioni dall'incarico di maestro assistente, affrontando un periodo di incertezze. Anche in termini compositivi attraversò una fase di profonda riflessione, quasi volesse cercare nuove vie e interessi. Nella cinquantina di Lieder che scrisse in quell'anno spiccano indubbiamente Ganymed, su testo di Goethe, Alla musica, ma soprattutto la celebre Die Forelle e Der Tod und das Mädchen che Schubert compose nel mese di febbraio sul testo di una lirica del poeta Matthias Claudius.
Nel 1824 Schubert utilizzò il motivo principale del Lied nel tema con variazioni del secondo movimento del suo Quartetto in Re minore D 810, in particolare riprese parte del corale che introduce il Lied; per questo motivo il Quartetto ha assunto poi il titolo analogo di La morte e la fanciulla.

## Testo
| Originale tedesco | Traduzione italiana |
| --- | --- |
| Das Mädchen: Vorüber, ach, vorüber! Geh, wilder Knochenmann! Ich bin noch jung, geh, Lieber! Und rühre mich nicht an. Der Tod: Gib deine Hand, du schön und zart Gebild! Bin Freund und komme nicht zu strafen. Sei guten Muts! Ich bin nicht wild, Sollst sanft in meinen Armen schlafen! | La fanciulla: Via, ah, sparisci! Vattene, barbaro scheletro! Io sono ancora giovane; va', per favore! E non mi toccare. La morte: Dammi la tua mano, bella e delicata creatura! Sono un'amica, non vengo per punirti Su, coraggio! Io non sono cattiva, dolcemente dormirai fra le mie braccia! |

## Analisi
Con questa breve pagina di musica, composta su due sole strofe della poesia di Claudius, Schubert è riuscito a creare un vero capolavoro. Il dialogo drammatico fra la giovane donna che vuole vivere e tenta disperatamente di allontanare la morte e l'implacabile nemica che cerca di trarla a sé con un canto suadente raggiunge livelli di intenso e mirabile valore lirico. Schubert aveva già toccato l'argomento della morte che cerca di afferrare una creatura innocente in un altro lied, Erlkönig, scritto nel 1815 su testo di Goethe; un mese dopo, a marzo 1817, scrisse un'altra pagina liederistica analoga, Der Jüngling und der Tod, dove la morte viene invece invocata come liberatoria da un giovane uomo.
Il brano inizia con il pianoforte che propone un'introduzione in Re minore, moderatamente lenta (mäßig) e in pianissimo; dopo le prime otto battute entra la parte vocale della Fanciulla con toni decisamente agitati, la linea melodica aumenta di vigore e di velocità a sottolineare il convulso terrore di fronte alla figura della Morte. L'atmosfera diventa intensamente inquieta, accentuata dall'accompagnamento pianistico sincopato. Subito dopo le parole rühre mich nicht an la musica si quieta e torna il tono sommesso. La seconda parte del lied è dominata dalla presenza della Morte con la sua assoluta compostezza che, implacabile, si rivolge alla giovane con parole tranquille e suadenti. La tonalità del canto qui è uniforme, con pochissima estensione, fino all'ultima nota che, scendendo fino a un Re più basso, sembra avvolgere il tutto di oscurità e rassegnazione. La scena narrata dal lied sembra derivare da una vera Danse macabre; la tonalità cupa del Re minore conferisce un sentore fosco e sepolcrale al brano che sarà ripreso in modo analogo nel secondo movimento del Quartetto.